# Welfenparteien in Braunschweig
Die Welfenparteien im Herzogtum und Freistaat Braunschweig waren antipreußische, monarchistische Parteien. Sie setzten sich für einen eigenständigen Bundesstaat Braunschweig unter der Führung eines Herzogs aus dem Haus der Welfen ein.

## Vorgeschichte
Im Rahmen des Deutschen Krieges 1866 annektierte Preußen das Königreich Hannover. In der Provinz Hannover entstand aus Protest dagegen 1869 die Deutsch-Hannoversche Partei als Welfenpartei.
In Braunschweig waren die Verhältnisse anders. Das Herzogtum Braunschweig blieb selbstständig und der welfische Herzog blieb im Amt. Allerdings war Herzog Wilhelm kinderlos, der nächste Erbe aus dem Haus der Welfen war Ernst August von Hannover, Herzog von Cumberland, der 1866 gestürzte ehemalige König von Hannover. Dieser hatte sich geweigert, eine Friedensvereinbarung mit Preußen zu schließen. Umgekehrt wurde ihm die Rückgabe des Welfenfonds verweigert. Als Herzog Wilhelm 1884 starb, ergab sich die Situation, dass der deutsche Bundesrat auf Antrag und nach massivem Druck Preußens am 2. Juli 1885 bekanntgab, dass die Regierung des Duke of Cumberland and Teviotdale in Braunschweig mit den Grundprinzipien der Bundesverträge und der Reichsverfassung nicht vereinbar sei, da er seine hannoverschen Erbansprüche nicht aufgeben wollte. Es kam zur Regentschaft über das Herzogtum Braunschweig.
Mit der Regentschaft von Albrecht von Preußen entstand auch im Herzogtum Braunschweig eine welfische Bewegung.

## Beginn der welfischen Bewegung
Wortführer der antipreußischen Bewegung war zunächst der Rechtsanwalt und Notar Franz Dedekind aus Wolfenbüttel. Dessen lautstarkes Engagement führte zu mehreren Verurteilungen wegen Beleidigung. 1883 wurde in Braunschweig der Club Welf gegründet, dem der Gärtnermeister Albert Schwenke vorstand.
Der Verein war klein und hatte nur geringe Außenwirkung. Am 27. Februar 1886 begann Schwenke, eine Zeitschrift Brunonia herauszugeben, um die Ideen des Vereins zu unterstützen. Die Zeitschrift wurde alle 14 Tage gedruckt, 500 Abonnenten erwarben das Blatt, hinzu kamen noch 200 Exemplare, die Ludwig Windthorst für Hannover abnahm. Das Blatt führte 1886 zu einer Verdreifachung der Mitgliederzahlen des Club Welf und erstmals auch zu einer Ausdehnung über die Stadt Braunschweig hinweg. 1887 kam es zu einer Unterschlagung der Mitgliedsbeiträge durch den Kassierer und in der Folge zu einer Spaltung des Vereins. Neben den Nachfolgevereinen Alter Club Welf und Club Welf von der Stammfahne entstanden 1888 der Welfenclub in Schöningen und 1889 die Altbraunschweigische Vereinigung als welfische Vereine. 1892 ging die Zeitschrift Brunonia wieder ein.

## Die Braunschweigische Rechtspartei
Am 5. Februar 1895 wurde im „Sächsischen Hof“ in Braunschweig die Braunschweigische Rechtspartei gegründet. Zentrales Ziel war ein selbstständiges Herzogtum Braunschweig im Deutschen Kaiserreich unter der Führung des Herzogs von Cumberland. Sie war eng verbunden mit den anderen partikularistischen Parteien in Preußen wie der Deutsch-Hannoverschen Partei oder der hessischen Rechtspartei in Kurhessen verbunden. Innenpolitisch agitierte man gegen eine „Verpreußung“ der Verwaltung, wirtschaftspolitisch wurde eine Zurückdrängung der liberalen Wirtschaftspolitik gefordert. Vorsitzender der Partei war zunächst Carl Herrmann. Dieser war Inhaber einer Buchdruckerei und gab ab dem 15. Juni 1895 die Zeitschrift Altbraunschweigische Volkszeitung heraus. Führende weitere Vertreter waren Otto Elster und Werner von der Schulenburg-Hehlen. Bereits kurze Zeit nach der Gründung kam es zu einer Gründung der Altbraunschweigischen Verfassungspartei. Elster und Schulenburg gelang es den Konflikt zu lösen. Die Altbraunschweigische Verfassungspartei wurde die landesweite Organisation, die Braunschweigische Rechtspartei deren Stadtverband für die Stadt Braunschweig. Otto Elster wurde Vorsitzender, Werner von der Schulenburg-Hehlen stellvertretender Vorsitzender der landesweiten Organisation. Auf dem zweiten Parteitag am 16./17. Mai 1896 wurde der Name auf Braunschweigische Landes-Rechts-Partei vereinheitlicht.

## Spaltung
Wenige Wochen nach dem Parteitag kam es zur Spaltung der Partei, die bis zur Auflösung beider Parteien 1913 anhalten sollte. Ein Teil der Parteimitglieder, die sich im Verein Brunonia organisiert hatten, warf der Mehrheit zu radikale Positionen und zu starke Anlehnung an die Schwesterorganisation in Hannover vor. Emotional wurde der Konflikt in der Bewertung der Person Bismarcks. Während die Minderheit Bismarck als Reichseiniger verehrte, sah die Mehrheit die Tatsache, dass kein Welfe regierte, als Folge der Politik Bismarcks. Die gemäßigten Welfen organisierten sich daher als eigener Verein, die Vaterländische Vereinigung. Ihre Parteizeitung war ab 1896 die Brunonia. Die Landes-Rechts-Partei hatte zudem noch das Problem, dass Carl Herrmann in Konkurs ging und die Altbraunschweigische Volkszeitung eingestellt wurde. Ab März 1897 wurde wöchentlich stattdessen die Vaterländische Volkszeitung für das Herzogtum Braunschweig herausgegeben.
Beide Welfenparteien gerieten in den Blick der Behörden. Im November 1897 wies die Landesregierung alle Beamten an, aus der Partei auszutreten, da die Mitgliedschaft nicht mit dem Beamtenstatus vereinbar sei. Das Gleiche galt für die Offiziere. Viele Mitglieder traten daraufhin aus der Partei aus. Kurd von Damm legte hingegen sein Amt als Stadtdirektor nieder, um Parteimitglied zu bleiben, und wurde Rechtsanwalt.
Die Uneinigkeit der Welfenparteien führte dazu, dass kein welfischer Kandidat bei der Reichstagswahl 1898 auch nur in die Stichwahl kam. In den Reichstagswahlkreisen Herzogtum Braunschweig 1 und 2 hatten die gemäßigten Welfen jeweils den Kandidaten der NLP unterstützt, im Reichstagswahlkreis Herzogtum Braunschweig 3 war von Schulenburg deutlich gescheitert. Der vierte Parteitag der Landes-Rechts-Partei beschloss daher, Gespräche über eine Vereinigung aufzunehmen. Diese scheiterten und die gemäßigten Welfen gründeten am 14. Mai 1899 eine unabhängige Partei, die Braunschweigisch-Welfische Partei unter Richard Sollmann. 1902 schied Otto Elsner als Vorsitzender der Landes-Rechts-Partei aus und von der Schulenburg wurde sein Nachfolger. Als Stellvertreter wurde Hermann Dedekind gewählt.

## Wahlerfolge
Auch wenn die beiden Parteien getrennt organisiert waren, war ein Wahlerfolg aufgrund des Mehrheitswahlrechtes bei Reichstagswahlen nur durch Zusammenarbeit möglich. Diese wurde in den folgenden Jahren auch gepflegt. Bei der Reichstagswahl 1903 trug diese Zusammenarbeit Früchte. Im Reichstagswahlkreis Herzogtum Braunschweig 3 wurde Kurd von Damm von einem breiten bürgerlichen Bündnis und beiden Welfenparteien unterstützt und gewählt. Auch bei der Reichstagswahl 1907 wurde er wiedergewählt. Im Reichstagswahlkreis Herzogtum Braunschweig 1 waren beide Welfenparteien Teil des bürgerlichen Bündnisses, das Conrad Langerfeldt (NLP) erlaubte, das Mandat von der SPD zurückzuerobern. Bei allen Reichstagswahlen einigten sich die Welfenparteien auf ein gemeinsames Vorgehen.
Bei den Wahlen zum Braunschweigischen Landtag waren die Welfen durch das Drei-Klassen-Wahlrecht benachteiligt und forderten daher allgemeine und gleiche Wahlen. 1908 wurde mit von Dähne erstmals ein Welfe in den Landtag gewählt, Hermann Dedekind wurde 1912 der zweite welfische Abgeordnete. Auch bei Kommunalwahlen verhinderte das Drei-Klassen-Wahlrecht größere Erfolge der Welfen. 1899 wurde Carl Ebeling, 1909 Hermann Möhle in die Stadtverordnetenversammlung von Braunschweig gewählt.

## Auflösung
1913 kam es zu einer Entspannung der Politik Ernst Augusts mit den Preußen. Am 24. Mai 1913 heiratete sein jüngster Sohn Ernst August (III.) die einzige Tochter Kaiser Wilhelms II., Viktoria Luise. Ernst August verzichtete im Oktober 1913 zugunsten seines Sohnes auf die Ansprüche auf das Herzogtum Braunschweig, der somit am 1. November 1913 regierender Herzog von Braunschweig wurde.
Damit waren die Ziele der Welfenparteien erfüllt. Am 1. Dezember 1913 löste sich die Braunschweigisch-welfische Partei, am 7. Dezember 1913 die Landes-Rechts-Partei auf.
Als Nachfolger wurde der Braunschweigisch-Vaterländische Vereinsverband gegründet, der aber nicht mehr als Partei tätig wurde. Das Staatsministerium hob die Unvereinbarkeit von Beamtenschaft und Mitgliedschaft 1914 auf.

## Braunschweigisch-Niedersächsische Partei
Die Novemberrevolution führte 1918 zur Absetzung des Herzogs und der Bildung des Freistaats Braunschweig. Damit war das vor kurzem erst erreichte Ziel einer Welfen-Herrschaft wieder verloren. Unter Führung von August Hampe wurde daher im April 1920 die Braunschweigisch-Niedersächsische Partei als monarchistische Partei in der Weimarer Republik aus den Nachfolgevereinen der Welfenparteien gegründet. Diese trat im Verbund mit den anderen bürgerlichen Parteien im Braunschweigischen Landeswahlverband zu den Landtagswahlen an und konnte bis zu drei Abgeordnete stellen. Mit der Machtergreifung der Nationalsozialisten wurde die Partei 1933 aufgelöst.